# Restaurant El Raco (Sant Climent de Llobregat)
El Restaurant El Raco és un restaurant situat a la població de Sant Climent de Llobregat.
Inaugurat l'any 1972 i ubicat al número 20 del carrer Poca Farina de Sant Climent de Llobregat, 'El Racó' està regentat pel chef i cuiner català Gerard Solís Tugas, i és considerat el vuité millor restaurant a la llista dels cinquanta millors restaurants del Baix Llobregat, dins del rànquing del 2020 impulsat per l'Associació de Gastronomia i Turisme del Baix Llobregat.
De marcada tradició familiar i ambient cassolà, disposa d'una cuina arrelada a la terra i, alhora, popular i moderna. Un dels productes estrella del restaurant és la cirera. Precissament, Sant Climent de Llobregat és un municipi famós pel cultiu d'aquesta fruita. A El Racó, en una aposta pel producte de proximitat, elabora una cuina delicada, que va des d'un pa de cireres fins a un gaspatxo, sempre amb aquesta fruita com a ingredient indispensable. Després d'incorporar la cirera a molts dels plats de la seva carta, també elabora productes on aquest deliciós fruit n'és el protagonista, entre els quals, el licor de cirera, els bombons de cirera i més recentment, la cirera liofilitzada que, a banda del seu consum directe, té grans potencials com a ingredient per a rebosteria, cuina i destil·lats, entre d'altres.